# Christine Buisman
Christine Buisman, née le 22 mars 1900 à Leeuwarden et morte le 27 mars 1936 à Amsterdam, est une phytopathologiste néerlandaise qui dédie sa courte carrière à l'étude de la graphiose de l'orme et à la sélection d'ormes résistants. En 1927, elle prouve que le champignon Graphium ulmi (renommé Ophiostoma ulmi en 1934) cause cette maladie.

## Biographie

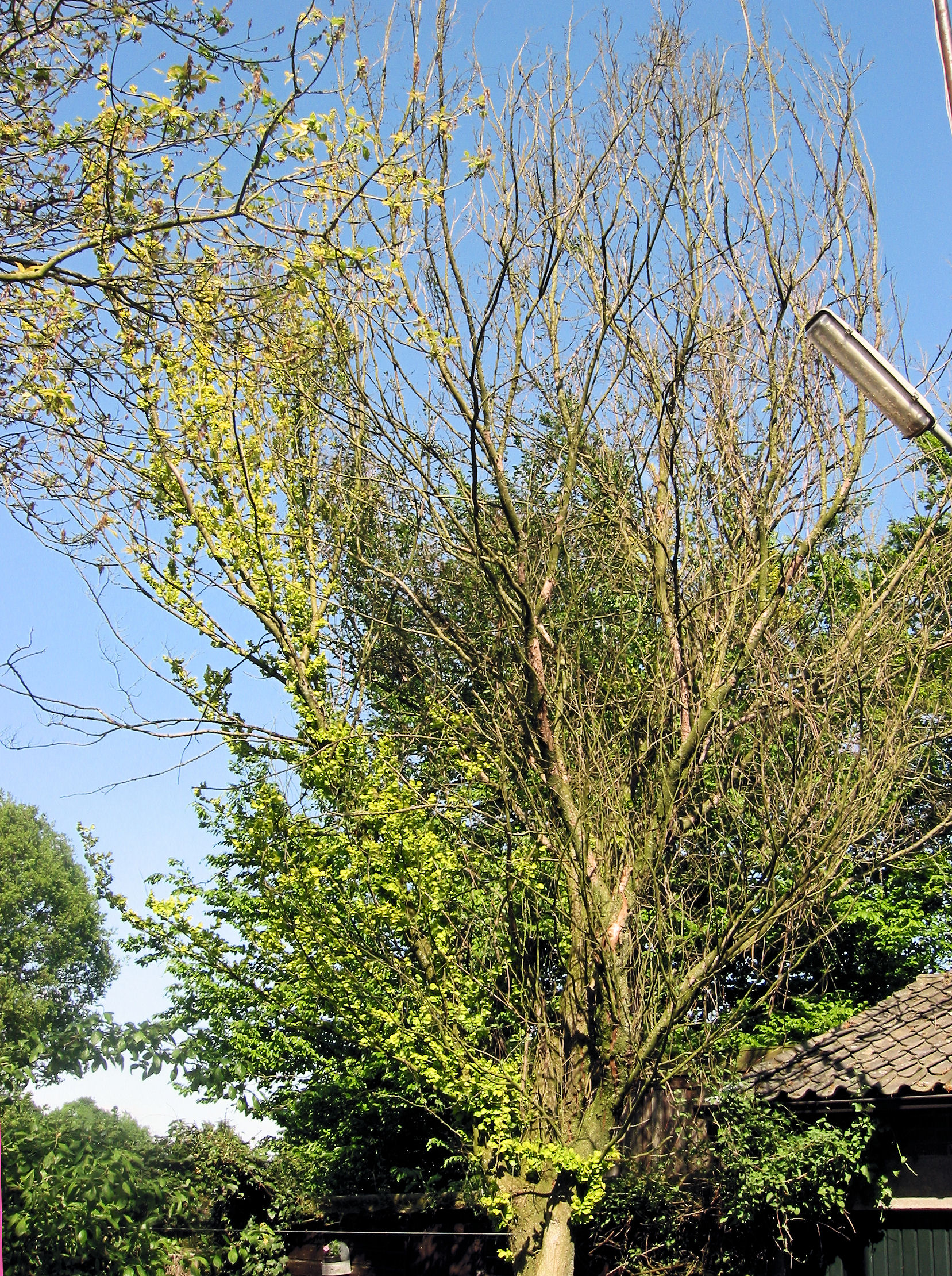
Orme attaqué par lOphiostoma ulmi.

Aînée de quatre enfants, elle grandit dans une famille libérale de Leeuwarden. Elle complète ses études secondaires au lycée local en 1919, puis étudie la biologie à Amsterdam, s'intéressant tout particulièrement à la flore marine. Pendant la session scolaire 1923-1924, elle participe aux cours pratiques du laboratoire de phytopathologie "Willie Commelin Scholten" à Baarn, une petite ville près d'Amsterdam. Elle travaille également comme assistante dans des institutions dirigées par le professeur Johanna Westerdijk (1883-1961), la première femme professeur aux Pays-Bas, et poursuit ses études à l'Université d'Utrecht où elle obtient son doctorat.
À la fin de 1926, des fonds sont accordés pour de nouvelles recherches sur la cause de la maladie hollandaise de l'orme. Chargée de ce projet pour deux ans par Johanna Westerdijk, Buisman réserve une partie du jardin de sa villa pour y faire croître des plants d'orme. Pour infecter tant de plantes, elle expérimente l'utilisation d'une seringue, une méthode devenue courante ultérieurement. En 1927, elle parvient à produire à la fois la décoloration vasculaire et le flétrissement des feuilles en inoculant ses plants-tests plus tôt dans l'été que ce qu'avait fait Marie Beatrice Schol-Schwarz en 1921. Ainsi sont confirmés les résultats déjà obtenus par les travaux de Hans Wilhelm Wollenweber à Berlin, fournissant la preuve définitive de la cause de la maladie hollandaise de l'orme (graphiose de l'orme).
En 1929, Buisman se rend à Berlin. En août, elle assiste à un congrès de la Fédération internationale des femmes diplômées des universités à Genève, où elle a rencontré Bernice Cronkhite, doyenne du Radcliffe College de l'Université Harvard à Boston. La jeune chercheuse saisit l'occasion pour demander une bourse afin d'étudier les ormes et ses maladies en Amérique. Elle cherche à déterminer si le Graphium ulmi (Ophiostoma ulmi) est également présent aux États-Unis. Quelques jours avant la fin de son séjour américain, elle réussit à isoler le champignon dans des échantillons en provenance de Cleveland, ce qui confirme pour la première fois la présence du champignon sur le continent nord-américain. Elle étudie aussi d'autres maladies de l'orme, aidés par les dons du Ministère américain de l'Agriculture. Elle publiera le résultat de ses recherches en 1931.
De retour aux Pays-Bas en octobre 1930, elle accepte un poste de chercheur à Baarn. Au cours des années suivantes, elle écrit de nombreuses publications sur la maladie d'orme, donne des conférences aux Pays-Bas et à l'étranger - elle était polyglotte - et devient ainsi une spécialiste de l'orme en Europe.
Parmi les milliers de plants à l'essai en 1935, Buisman sélectionne plusieurs clones d'ormes prometteurs qui semblent développer une résistance à la maladie. Avec l'aide de Simon Doorenbos, directeur du département des parcs de la ville de La Haye, elle tente aussi des expériences d'hybridation.
En mars 1936, elle subit une opération gynécologique. Bien que la chirurgie semble d'abord un succès, Christine Buisman meurt subitement à l'hôpital le 27 mars, seulement cinq jours après son 36e anniversaire. Elle est inhumée au cimetière de Driehuis, village situé dans les dunes de la Mer du Nord, à l'ouest d'Amsterdam.

## Source de la traduction
- (en) Cet article est partiellement ou en totalité issu de l’article de Wikipédia en anglais intitulé « Christine Buisman » (voir la liste des auteurs).

Buisman est l’abréviation botanique standard de Christine Buisman.
Consulter la liste des abréviations d'auteur en botanique ou la liste des plantes assignées à cet auteur par l'IPNI, la liste des champignons assignés par MycoBank, la liste des algues assignées par l'AlgaeBase et la liste des fossiles assignés à cet auteur par l'IFPNI.